# Josipdol
Josipdol je naselje na severnem pobočju Pohorja v Občini Ribnica na Pohorju.
Naselje leži v povirju potoka Velka (Josipdolskega potoka), jugozahodno od Ribnice na Pohorju. Tu so do 1909 delovale glažute, nato pa kamnolomi granita in marmorja.

## Lipov drevored
Ob krajevni cesti pri Josipdolu se je nahajal dvostranski enojen lipov drevored dolg 150 m. Drevored je star približno 80 let in je eden izmed redkih še ohranjenih obcestnih drevoredov na Slovenskem. Je spomenik oblikovane narave, zavarovan z občinskim odlokom (Uradni vestnik OLO Maribor 10/63, 1.1.1963).
Tu je tudi začetek gozdne učne poti Kapelvald, ki je bila za javnost odprta že leta 1993.

## Nahajališče tonalita
Josipdol na severni strani Pohorja velja poleg Cezlaka na južni strani za osrčje pohorskega kamnoseštva.
Pri Josipdolu se nahaja kamnolom v katerem se še danes predeluje kamen - pohorski tonalit. Pohorski tonalit predstavlja drobno do srednje zrnato magmatsko kamnino, globočnino. Sestavljajo jo v glavnem plagioklazi, kremen in ortoklaz. Pri večjih količinah ortokaza prehaja pohorski tonalit v granodiorit.
V kulturnem domu je muzej kamnoseštva in gozdarstva, ki ga je uredil Koroški pokrajinski muzej.

## NOB
Borci Pohorskega bataljona so v noči na 4. december 1942 uničili stavbo, v kateri so bili civilni uslužbenci SS. Drugi bataljon
Šercerjeve brigade je 19. marca 1945 uničil nemško patruljo.